# تمار غولان
تمار غولان (بالعبرية: תמר גולן‏) (18‎ ديسمبر 1933 – 30 مارس 2011) كانت صحفية ودبلوماسية إسرائيلية، اشتهرت بشكل خاص بعملها لتعزيز العلاقات بين إسرائيل والدول الأفريقية، وبجهودها لزيادة المعرفة والوعي بالثقافة الأفريقية في إسرائيل.

## حياتها
ولدت غولان في حيفا عام 1933.  أدت خدمتها العسكرية الإلزامية في لواء ناحال، وانضمت إلى مجموعة من الجنود الذين تم إرسالهم للمساعدة في كيبوتس لاهاف شمال بئر السبع.  حصلت على الدكتوراه من جامعة كولومبيا.
ذهبت إلى أفريقيا لأول مرة في عام 1961 عندما انضمت مع زوجها أفياهو غولان في وفد إسرائيلي إلى إثيوبيا وعملت هناك كمعلمة. وعادت إلى كيبوتس لاهاف عام 1958 بعد وفاة زوجها في إثيوبيا. ولم تتزوج مرة أخرى.
عملت كصحفية في العديد من وسائل الإعلام الإسرائيلية وفي قسم بي بي سي الأفريقي، لكنها أمضت معظم حياتها المهنية مع صحيفة معاريف حيث كانت تقدم تقارير من الدول الأفريقية والعربية. وعملت أيضًا كمراسلة لصحيفة معاريف في باريس. وقد ساعدها أنها كانت تحمل جنسية إسرائيلية فرنسية مزدوجة، على دخول بلدان معادية لإسرائيل.[بحاجة لمصدر]
قامت ببناء شبكة اتصالات مع شخصيات مؤثرة في أفريقيا وفي فرنسا، وتلقت طلبات من مسؤولين إسرائيليين للمساعدة في الحفاظ على الاتصالات مع القادة الأفارقة، خاصة بعد حرب الأيام الستة، عندما قطعت العديد من الدول الأفريقية علاقاتها الدبلوماسية مع إسرائيل. وفي عام 1994 تم تعيين جولان سفيرا لإسرائيل في أنغولا. 
عملت هناك من عام 1995 حتى عام 2002. وعادت إلى أنغولا في وقت لاحق، بناءً على طلب الرئيس الأنغولي، للمساعدة في إنشاء فريق عمل، تحت رعاية الأمم المتحدة، لإزالة الألغام الأرضية. وعندما عادت إلى إسرائيل، عادت غولان إلى كيبوتس لاهاف وعاشت هناك لبقية حياتها، رغم أنها لم تجدد عضويتها في الكيبوتس. نشطت في مؤسسة ساعدت الشباب البدو في الحصول على التعليم العالي وأنشأت مركزا للدراسات الأفريقية في جامعة بن غوريون في بئر السبع. 

### وفاتها
انتحرت غولان في 30 مارس 2011، عن عمر يناهز 77 عامًا، في فندق في موطنها حيفا. وفي رسالة تركتها، والتي نشرها المركز الأفريقي الذي أنشأته، أعربت عن إحباطها إزاء التطورات السياسية الأخيرة في أفريقيا والشرق الأوسط. وتحدثت عن "التدهور الحاد" في ساحل العاج، وأن أنغولا لا تزال " تعاني من الفساد ".
وعن الوضع في الشرق الأوسط تقول في رسالتها "لقد سئمت من الشعور وكأنني دون كيشوت الذي يحاول أن يحارب طواحين الواقع المتدهور في هذا البلد".
وقالت صديقة مقربة لها، والتي كانت معها من بين السكان الأوائل في كيبوتس لاهاف، لصحيفة هآرتس "إن غولان تعاني من تدهور صحتها - لقد خانها جسدها، ولم تعد قادرة على التحمل". 